# Халілу Фадіга
Халілу Фадіга (фр. Khalilou Fadiga, нар. 30 грудня 1974, Дакар) — сенегальський футболіст, що грав на позиції півзахисника.
Виступав, зокрема, за клуби «Брюгге» та «Осер», а також національну збірну Сенегалу.
Чемпіон Бельгії. Володар Кубка Франції.

## Клубна кар'єра
Народився 30 грудня 1974 року в місті Дакар. Вихованець французької футбольної школи «Лез Анфан де ля Гут д'Ор» та академії столичного «Парі Сен-Жермен».
У дорослому футболі дебютував 1993 року виступами за команду паризького клубу «Ред Стар», в якій провів один сезон, так жодного разу й не вийшовши на поле в іграх чемпіонату.
Згодом з 1994 по 1997 рік грав у складі бельгійських «Льєж» та «Ломмел».
Своєю грою за останню команду привернув увагу представників тренерського штабу клубу «Брюгге», до складу якого приєднався 1997 року. Відіграв за команду з Брюгге наступні три сезони своєї ігрової кар'єри. Більшість часу, проведеного у складі «Брюгге», був основним гравцем команди, виборов у її складі титул чемпіона Бельгії.
2000 року повернувся до Франції, де уклав контракт з «Осером», у складі якого провів наступні три роки своєї кар'єри гравця. Граючи у складі «Осера» також здебільшого виходив на поле в основному складі команди. За цей час виборов титул володаря Кубка Франції.
2003 року перейшов до італійського «Інтернаціонале», у складі якого не заграв, і роком пізніше перебрався до Англії, уклавши контракт з «Болтон Вондерерз». Згодом також грав за англійські «Дербі Каунті» та «Ковентрі Сіті».
З 2007 року знову виступав у першості Бельгії, спочатку за «Гент», а згодом у клубі «Жерміналь-Беєрсхот», за команду якого виступав протягом 2008—2009 років, після чого вирішив завершити професійну кар'єру.

## Виступи за збірну
2000 року дебютував в офіційних матчах у складі національної збірної Сенегалу. Протягом кар'єри у національній команді, яка тривала 9 років, провів у формі головної команди країни 37 матчів, забивши 4 голи.
У складі збірної був учасником Кубка африканських націй 2000 року в Гані та Нігерії, чемпіонату світу 2002 року в Японії і Південній Кореї, а також Кубка африканських націй 2002 року в Малі, де разом з командою здобув «срібло».

## Титули і досягнення
- Чемпіон Бельгії (1):

«Брюгге»: 1997–98
- Володар Кубка Франції (1):

«Осер»: 2002–03
- Срібний призер Кубка африканських націй: 2002